# Сурша
Сурша — річка в Кельменецькому районі Чернівецької області, права притока Дністра (басейн Чорного моря).

## Опис
Довжина річки приблизно 21 км. Формується з багатьох безіменних струмків та водойм. Ліва притока — річка Сара-Лунга.

## Розташування
Бере початок у Нелипівцях. Тече переважно на північний захід через селище Кельменці. На західній стороні від села Нагоряни впадає в річку Дністер.
У Словнику гідронімів України зазначається як права притока Царилунги. 
Річку перетинають автошляхи Т 2617 і Р63.

## Притоки
- Шост (права), Сара-Лунга (ліва).